# جيمس دبليو. رايلي
جيمس دبليو. رايلي (بالإنجليزية: James W. Riley)‏ هو سياسي أمريكي، ولد في 1875، وتوفي في 23 يوليو 1954. حزبياً، نشط في الحزب الجمهوري. وقد انتخب عضو جمعية ولاية نيويورك وانتخب عضو مجلس ولاية نيويورك.